# 朱泰禎
朱泰禎（？—？），字道子，别號白岳，浙江嘉興府海鹽县竈籍。

## 生平
萬曆四十三年（1615年）舉乙卯科浙江鄉試第七十名，萬曆四十四年（1616年）聯捷丙辰科進士，刑部觀政，授福建龙岩县知县，四十七年调漳浦縣。天启二年行取考选，授福建道御史，巡视十庫，四年巡按云南，七年丁憂。崇祯二年起补湖广道，巡视南城，差京畿道刷卷，三年贬徽州府照磨，四年升南兵部车驾司主事。有玄对轩、皆山馆、远人楼、巡滇纪行诸稿。

## 家族
曾祖朱班。祖朱管，庠生。父朱正學，贡士。